# Hubert Chudzio
Hubert Chudzio – polski historyk, doktor habilitowany nauk humanistycznych, profesor nadzwyczajny UP im. KEN w Krakowie.

## Życiorys
W 2006 obronił pracę doktorską – jego promotorem był Henryk Żaliński. Habilitował się w roku 2015. Członek m.in. Komisji Polskiej Akademii Umiejętności do Badań Diaspory Polskiej oraz Polskiego Towarzystwa Historycznego.
Był dokumentalistą polskich misji archeologicznych m.in. w Egipcie, Gwatemalii i na Cyprze. Zajmował się również produkcją i reżyserią dokumentalnych filmów historycznych.
Założyciel i pierwszy dyrektor Centrum Dokumentacji Zsyłek, Wypędzeń i Przesiedleń UP. W 2009 zainicjował akcję inwentaryzacji i renowacji polskich cmentarzy w Afryce. Chudzio wraz ze współpracownikami z Centrum koordynowali m.in. odnowienie cmentarzy w Koja, Kidugali oraz Masindi.

## Publikacje
- Milicja Wolnego Miasta Krakowa (1815–1846), „IPA” nr 28/2004.
- Polityk Hotelu Lambert. Generał Ludwik Bystrzonowski, Kraków 2008.
- Egipt w idei legionowej Wielkiej Emigracji, Kraków 2014.
- (red. wraz z Januszem Pezdą) Wokół powstania listopadowego. Zbiór studiów, Kraków 2014

## Odznaczenia, wyróżnienia
- Brązowy Medal za Długoletnią Służbę – 2009[1].
- Srebrny Krzyż Zasługi – 2012[1].
- Medal „Pro Memoria” – 2012[1].
- Odznaka Honorowa Sybiraka – 2012[1].
- Złota Odznaka Honorowa za Zasługi dla Związku Sybiraków – 2015[1].